# Mordellistena minuscula
Mordellistena minuscula là một loài bọ cánh cứng trong họ Mordellidae. Loài này được Píc miêu tả khoa học năm 1941.

## Hình ảnh

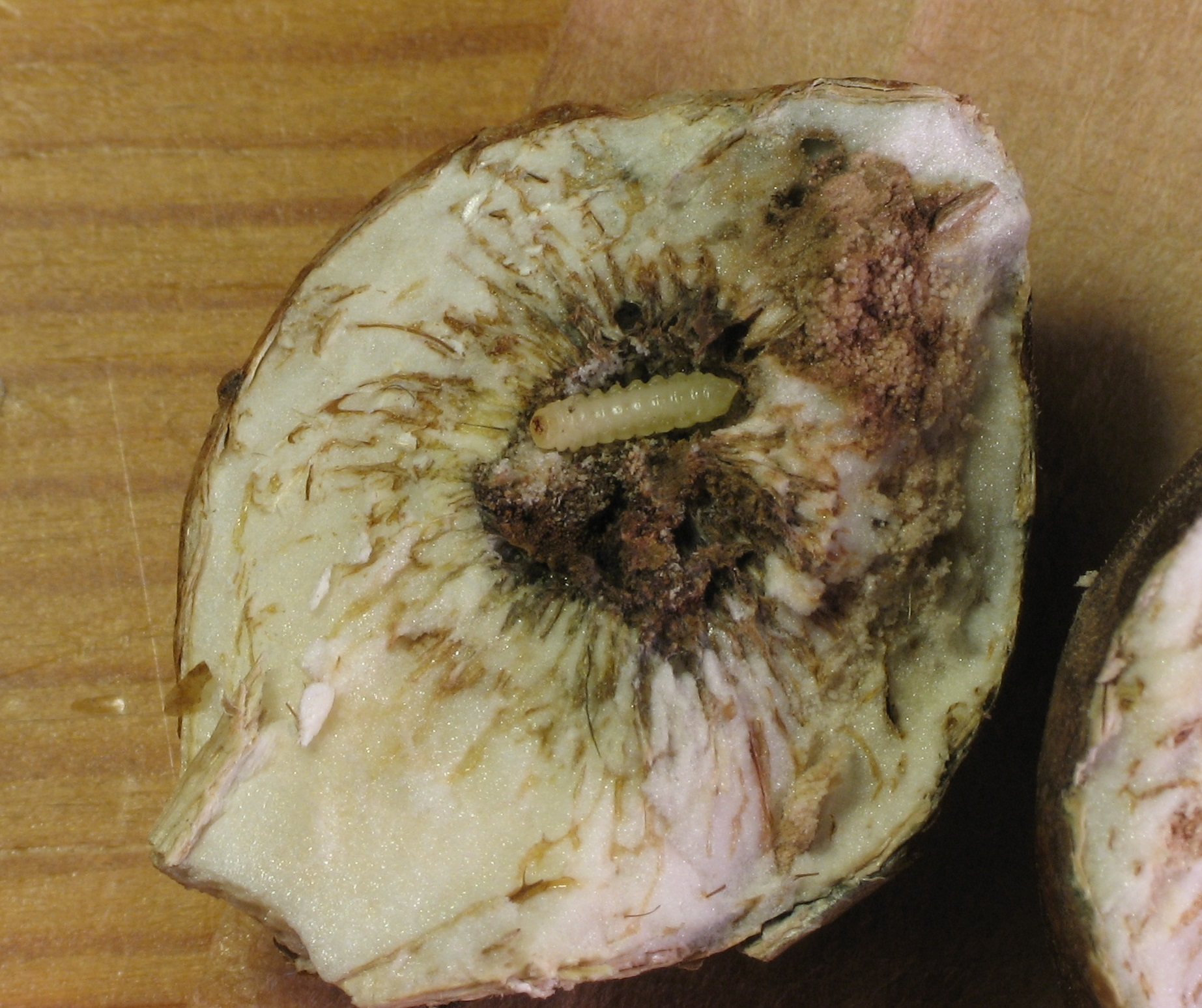